# 東北ラーメンストリート
東北ラーメンストリート（とうほくラーメンストリート、英: Tohoku Ramen Street）は、宮城県仙台市青葉区に本拠を置く、日本の企業。東北地方のラーメンを普及することを目的とする。
企業としての設立は2022年であるが、それ以前から東北地方を中心とした有名ラーメン店のラーメン自動販売機を設置する活動をおこなっている。